# Defense Satellite Communications System
DSCS è una Costellazione satellitare americana per le comunicazioni militari.

## Caratteristiche
Il DSCS provvede alle comunicazioni SHF ad alta priorità e strategiche tra gli alti comandi, le forze schierate e le unità navali in tutto il mondo. Inoltre per connettere i servizi di comando e controllo viene utilizzato da agenzie come la National Command Authority, la White House Communications Agency e il Diplomatic Telecommunications Service. L'ultimo satellite di 14 è stato lanciato nel 2003. Attualmente soltanto 7 sono operativi. Lo AFSPC ha disattivato i due DSCS più vecchi, il B-12 nel luglio del 2014 e il DSCS-10 nel giugno del 2015. Il B-12 ha superato di ben 12 anni la sua vita operativa programmata. Gli ultimi 4 satelliti hanno ricevuto uno SLEP (Service Life Extension Program) prima del lancio, fornendo amplificatori di potenza più elevati, ricevitori più sensibili e opzioni migliori su connessioni con antenna. I veicoli hanno un trasponder a canale singolo per diffondere messaggi di azioni d'emergenza e direttive alle forze nucleari.  La rete viene gestita dal Space Delta 8, Schriever Space Force Base, Colorado, United States Space Force.

## Sistemi Esistenti
- DSCS III.
- DSCS III SLEP, configurazione aggiornata sugli ultimi 4 satelliti lanciati.